# بيورن كويبرس
بيورن كويبرس (بالهولندية: Björn Kuipers)‏ (مواليد 28 مارس 1973) هو حكم كرة قدم هولندي. يُدير الحكم عدة مباريات في الدوري الهولندي الممتاز، الدوري الأوروبي و‌دوري أبطال أوروبا. وقد اختاره الاتحاد الأوروبي لكرة القدم للتحكيم في كأس أمم أوروبا 2012. وهو من بين حكام النخبة باليويفا. قرر الاتحاد الدولي لكرة القدم اعتماده حكما دولياً في سنة 2006.

## مسيرته التحكيمية
خلال كأس العالم 2018 في روسيا، كان مسؤولاً عن مباراة المجموعة الأولى بين مصر وأوروغواي على الملعب المركزي في يكاترينبرغ ومباراة المجموعة الخامسة بين البرازيل وكوستاريكا على ملعب كريستوفسكي في سانت بطرسبرغ. أدار كويبرس مباراة دور الـ16 بين إسبانيا وروسيا في ملعب لوجنيكي في موسكو في 1 يوليو 2018 وأدار أيضًا على مباراة ربع النهائي بين السويد وإنجلترا في كوسموس أرينا في سامارا في 7 يوليو 2018.
بعد التحكيم في مباراة نصف نهائي دوري أبطال أوروبا 2021 بين باريس سان جيرمان ومانشستر سيتي والتي شهدت طرد أنجيل دي ماريا، اتهم اثنان من لاعبي باريس سان جيرمان كويبرس بإهانتهم على أرض الملعب. وطالب المدرب ماوريسيو بوتشيتينو الاتحاد الأوروبي لكرة القدم بالتحقيق.
في 8 يوليو 2021، أعلن الاتحاد الأوروبي لكرة القدم أن كويبرس سيدير نهائي كأس الأمم الأوروبية 2020 الذي سيقام بين إيطاليا وإنجلترا في 11 يوليو 2021 على ملعب ويمبلي.

## روابط خارجية
- بيورن كويبرس على موقع IMDb (الإنجليزية)
- بيورن كويبرس على موقع Soccerway.com (الإنجليزية)